# Inval-Boiron
Inval-Boiron (picardisch: Invo-Ch’Boron) ist eine nordfranzösische Gemeinde mit 120 Einwohnern (Stand 1. Januar 2022) im Département Somme in der Region Hauts-de-France. Die Gemeinde liegt im Arrondissement Amiens (seit 2009) und ist Teil der Communauté de communes Somme Sud-Ouest und des Kantons Poix-de-Picardie.

## Geographie
Die Gemeinde liegt im Westen an Le Mazis angrenzend zu beiden Seiten des Flüsschens Liger rund 13 Kilometer westnordwestlich von Hornoy-le-Bourg und zehn Kilometer südlich von Oisemont.

## Geschichte
Die Gemeinde führte 1793 den Namen Juval und 1801 den Namen Inval et Boiron. Während des Zweiten Weltkriegs wurden von der Wehrmacht Munitionsdepots errichtet, in denen heute Fledermäuse nisten.

## Einwohner
| 1962 | 1968 | 1975 | 1982 | 1990 | 1999 | 2006 | 2011 |
| ---- | ---- | ---- | ---- | ---- | ---- | ---- | ---- |
| 113  | 108  | 94   | 94   | 83   | 90   | 71   | 97   |

## Sehenswürdigkeiten
- Schloss mit Garten (Privatbesitz)[1]
- protestantische Kirche aus dem Jahr 1848 (früher Conciergerie des Schlosses)
- Kirche Saint-Martin mit einer Glocke aus dem Jahr 1514 und Statuen der heiligen Katharina und des heiligen Martin sowie steinerner Taufe[2]